# جوزيف سيلي
جوزيف سيلي هو فلاح وسياسي أمريكي، ولد في 4 يناير 1791 في نوتينغهام في الولايات المتحدة، وتوفي بنفس المكان في 16 سبتمبر 1887. نشط حزبياً في الحزب الديمقراطي. وقد انتخب عضو مجلس الشيوخ الأمريكي ‏ عن دائرة New Hampshire Class 2 senate seat ‏ خلال فترته النيابية ‏ (13 يونيو 1846 – 4 مارس 1847) وانتخب عضو مجلس الشيوخ الأمريكي ‏.